# Anna Sergejewna Kunajewa
Anna Sergejewna Kunajewa (russisch Анна Сергеевна Кунаева; * 9. April 1985 in Mitino, Rajon Glasow, Udmurtische ASSR) ist eine russische Biathletin.
Anna Kunajewa hatte ihr internationales Debüt bei den Junioren-Weltmeisterschaften 2006 in Presque Isle. Neben Plätzen zwischen 16 und 24 in den Einzelrennen gewann sie mit Swetlana Slepzowa und Jekaterina Schumilowa die Bronzemedaille im Staffelrennen. Bei den Junioren-Europameisterschaften desselben Jahres in Langdorf gewann sie Silber mit der Staffel und wurde Achte in der Verfolgung. Ihren Einstand im Biathlon-Weltcup gab die Russin 2007 als 35. bei einem Sprint in Hochfilzen. Nachdem sie Anfang 2008 russische Meisterin im Sprint wurde, wurde sie in Pyeongchang erneut im Weltcup eingesetzt, ebenso wenig später am Holmenkollen. In den Saisons 2008/2009 und 2009/2010 war sie ausschließlich im Europacup am Start. Besonders erfolgreich war sie bei der Winter-Universiade 2009 in Harbin, als sie drei Titel gewann. Bei den Biathlon-Europameisterschaften 2010 platzierte sie sich im Sprint auf Platz acht und verbesserte sich in der Verfolgung auf Platz fünf, das Einzel beendete sie als 24.
Kunajewa studiert an der Staatlichen Universität Udmurtien in Ischewsk im Fachbereich Erdölförderung.

## Platzierungen im Biathlon-Weltcup
Die Tabelle zeigt alle Platzierungen (je nach Austragungsjahr einschließlich Olympische Spiele und Weltmeisterschaften).
- 1.–3. Platz: Anzahl der Podiumsplatzierungen
- Top 10: Anzahl der Platzierungen unter den ersten zehn (einschließlich Podium)
- Punkteränge: Anzahl der Platzierungen innerhalb der Punkteränge (einschließlich Podium und Top 10)
- Starts: Anzahl gelaufener Rennen in der jeweiligen Disziplin
- Staffel: inklusive Mixed- und Single-Mixed-Staffeln

| Platzierung                      | Einzel | Sprint | Verfolgung | Massenstart | Staffel | Gesamt |
| -------------------------------- | ------ | ------ | ---------- | ----------- | ------- | ------ |
| 1. Platz                         |        |        |            |             |         |        |
| 2. Platz                         |        |        |            |             |         |        |
| 3. Platz                         |        |        |            |             |         |        |
| Top 10                           |        |        |            |             | 1       | 1      |
| Punkteränge                      |        |        | 1          |             | 1       | 2      |
| Starts                           |        | 3      | 3          |             | 1       | 7      |
| Stand: nach der Saison 2009/2010 |        |        |            |             |         |        |